# Friedrich Arfmann
Friedrich Arfmann (geb. im 20. Jahrhundert) ist ein ehemaliger deutscher Rudersportler.

## Werdegang
Friedrich Arfmann stammt aus Bremen. Da er sich von Jugend an für den Rudersport interessierte, wurde er Mitglied des Bremer Ruderclub Hansa. Als Disziplin innerhalb des Rudersportes wählte er den Vierer mit Steuermann. Seine Leistungen rechtfertigten es, dass er schon bald in nationalen und internationalen Wettbewerben eingesetzt wurde. So wurde er mit seiner Mannschaft 1958 Deutscher Meister im Vierer mit Steuermann.
Im selben Jahr wurde sein Boot bei den Europa-Meisterschaften in der Besetzung Georg Niermann, Arfmann, Werner Kollmann, Albrecht Wehselau und Gerd Jürgenbehring als Steuermann Europameister im Vierer mit Steuermann.
Für den Gewinn der Europa-Meisterschaft wurden er und seine Mannschaft am 31. Januar 1959 mit dem Silbernen Lorbeerblatt ausgezeichnet.